# Iris subbiflora
Iris subbiflora es una especie de la familia de las iridáceas

## Descripción
Lirio que tiene los tépalos externos barbados, en el que las flores toman un color intensamente violeta, así como las aludidas barbas, que resultan, por tanto, poco constrastantes. Se ha asociado a Iris lutescens, pero aquí las espatas son más largas, alcanzando a veces hasta 9 cm, lo mismo que el tubo floral, el cual con frecuencia supera los 3 cm.

## Distribución
Es planta rara que solamente aparece en el oeste de Andalucía y en Portugal, de donde la describió el botánico portugués Félix de Avelar Brotero. Apta para cultivo en jardinería.

## Taxonomía
Iris subbiflora fue descrita por Johan Martin Christian Lange y publicado en Vidensk. Meddel. Naturhist. Foren. Kjøbenhavn 1860: 76 1861.
Etimología
Iris: nombre genérico llamado así por Iris la diosa griega del arco iris.
subbiflora: epíteto latino que significa "casi dos flores".
Sinonimia